# Titi Camara
Aboubacar Sidiki „Titi“ Camara (* 17. November 1972 in Conakry) ist ein ehemaliger guineischer Fußballspieler. Als sprintstarker Stürmer war er vor allem in den 1990er-Jahren in Frankreich für seine Zeit bei AS Saint-Étienne, RC Lens und Olympique Marseille bekannt. Dazu nahm er für die guineische Nationalmannschaft an drei Afrikameisterschaften teil. Zwischen 2010 und 2012 war er guineischer Sportminister im ersten Kabinett von Präsident Alpha Condé.

## Sportlicher Werdegang

### Vereinskarriere
Titi Camara spielte zunächst in der guineischen Hauptstadt Conakry für AS Kaloum Star. Dort beeindruckte er mit Schnelligkeit und einer Beschleunigung, die an Sprinter erinnerte, und war schnell ein Schlüsselspieler in Kaloums Team. Seine Leistungen in der ersten Saison wurden über die Landesgrenzen hinaus wahrgenommen und so landete er 1987 mit Hilfe von europäischen Vermittlern in Frankreich. Nach ersten Jahren beim FCUS Ambert wurde er 1990 unweit davon Teil der legendären AS Saint-Étienne. Bei den „Grünen“ verbrachte er fünf Spielzeiten und schoss insgesamt 16 Tore, bevor er 1995 weiterzog zum RC Lens. Dort gelang ihm nun der sportliche Durchbruch mit insgesamt elf Ligatreffern in der Spielzeit 1995/96 – identisch mit der Torausbeute der beiden Jahre zuvor, als sich Camara in Saint-Étienne zum Stammspieler entwickelt hatte. In Lens etablierte sich Camara zu einem der meistbeachteten französischen Stürmer und so folgte nach gut zwei Jahren der nächste Schritt zum Spitzenverein Olympique Marseille. Auch in Marseille war der Guineer ein Publikumsliebling, der neben seiner Schnelligkeit durch hohe Einsatzbereitschaft auffiel. Aber obwohl er sich auch in europäischen Wettbewerben auszeichnen konnte, blieb ihm bei „OM“ der Gewinn eines bedeutenden Titels vorenthalten. Nachdem er 1999 die französische Vizemeisterschaft gewonnen und das Endspiel im UEFA-Pokal gegen den AC Parma (0:3) erreicht hatte, zog es ihn für eine Ablösesumme von 2,6 Millionen Pfund im Juni 1999 in die englische Premier League zum FC Liverpool.
Trotz seiner nur 18 Monate andauernden Phase bei den „Reds“ war Camara auch dort populär, was vor allem daran lag, dass er sein Talent an besonderen Zeitpunkten entfaltete. Mit dem Tor bei seinem Debüt gegen Sheffield Wednesday weckte er große Erwartungen beim Liverpooler Anhang, aber in der Folgezeit erwarb er sich den Ruf, in erster Linie als Ergänzungsspieler nach einer Einwechslung für Belebung sorgen zu können. Letztlich absolvierte er 37 Pflichtspiele in der Saison 1999/2000, davon 24 von Beginn an und nur eines seiner zehn Tore erzielte er nach einer Einwechslung. Darunter war auch sein Siegtor gegen West Ham United, am Tag des Todes seines Vaters. Nach dem ersten Jahr in Liverpool fiel Camara in der Gunst von Trainer Gérard Houllier zurück und zwei Monate nach Beginn der Spielzeit 2000/01, in der er gar nicht mehr für die Reds auflief, heuerte er für 2,2 Millionen Pfund bei West Ham United an. Dessen ungeachtet blieb Camara in Liverpool populär und wurde als eine Art „Kultfigur“ angesehen – beispielsweise wurde er im Jahr 2006 immerhin auf Platz 91 bei der Umfrage „100 Players Who Shook The Kop“ gewählt.
Bei den von Harry Redknapp trainierten „Hammers“ konnte Camara seine Karriere nicht neu beleben. Er blieb im Verlauf der gut zweieinhalb Jahre bei seinen vierzehn Pflichtspielen komplett ohne Torerfolg. Kurz vor Ende seines Vertrags wurde der mittlerweile 30-Jährige ab Januar 2003 für vier Monate nach Saudi-Arabien an al-Ittihad ausgeliehen. Nach Ablauf der Saison 2002/03 setzte er die Karriere in Katar bei al-Sailiya fort, bevor er bis 2006 beim französischen Zweitligisten SC Amiens die aktive Karriere ausklingen ließ.

### Guineische Nationalmannschaft
Titi Camara war in den 1990er- und den frühen 2000er-Jahren ein Schlüsselspieler in der guineischen Nationalmannschaft und maßgeblich dafür mitverantwortlich, dass das Land wieder eine nennenswerte Rolle im afrikanischen Fußball spielte. Nach einer vierzehnjährigen Abwesenheit nahm Guinea mit Camara 1994 am Afrika-Cup teil. Dort kam man jedoch ebenso wenig über die Gruppenphase hinaus wie vier Jahre später. Erst im Herbst seiner Karriere, zog Camara mit Guinea im Jahr 2004 ins Viertelfinale gegen Mali (1:2) ein.

### Nach der aktiven Karriere
Knapp drei Jahre nach dem Ende seiner aktiven Laufbahn wurde Camara im Juni 2009 als Nachfolger von Robert Nouzaret guineischer Nationaltrainer. Die Amtszeit dauerte nur drei Spiele an und nach schlechten Ergebnissen und fehlender Rückendeckung im Verband wurde er schon wieder freigestellt. Es folgte der Weg in die Politik. Nachdem er sich im guineischen Wahlkampf 2010 für Alpha Condé eingesetzt hatte, wurde Camara in dessen erster Regierungsmannschaft zum Sportminister ernannt. Als politischer Novize tat er sich jedoch schwer; seine Entscheidungen und Initiativen wurden häufig kritisiert. Dazu sah sich Camara Korruptions- und Unterschlagungsvorwürfen ausgesetzt. Im Oktober 2012 fiel er schließlich einer Kabinettsumbildung zum Opfer.
Nach dem Ausflug in die Politik gründete in seiner Heimat mit dem „Racing Club de Guinée“ eine Fußballakademie. Im Jahr 2014 zog er sich Verbrennungen zweiten Grades bei einem Brand in seinem Haus zu, nachdem ein Feuer im Garten außer Kontrolle geraten war. Dazu wurde er im Januar 2016 von einem guineischen Gericht nach einem tätlichen Angriff auf seine Ex-Frau schuldig gesprochen.